# Drakensang: The Dark Eye
Drakensang: The Dark Eye (titolo tedesco: Das Schwarze Auge: Drakensang) è un videogioco di ruolo sviluppato dallo studio tedesco Radon Labs. Il gioco venne annunciato il 21 aprile 2006 da DTP Entertainment. Ha vinto i premi "Best RPG 2008", "Best Story" e "Best Soundtrack" al German Developer Awards ad Essen, Germania.

## Modalità di gioco
Drakensang è un classico RPG in terza persona: il giocatore viene messo nei panni del protagonista di una intricata avventura ambientata nel mondo fantasy di Aventuria e articolata sulla minaccia del ritorno in auge di un pericoloso culto dei draghi, che si riteneva scomparso da tempo. Dopo aver creato il proprio personaggio, il giocatore può arruolare diversi compagni fino ad arrivare a comporre un "party" di quattro eroi, preferibilmente dotati ciascuno di una peculiare specializzazione. Ciascun avventuriero può acquisire punti sia in abilità pacifiche quali la parlantina, la buona educazione e l'erboristeria, sia in abilità di combattimento come l'uso delle spade o degli archi. Il mondo di gioco è organizzato in grandi aree, all'interno delle quali è possibile trovare sia creature pacifiche, spesso in grado di conferirci missioni e incarichi di vario tipo, sia creature ostili, con le quali è necessario dar sfogo alla nostra abilità tattica e strategica in combattimento.

## Personaggi
- Rhulana

È una valente amazzone, seguace della dea Rhondra, abilissima con la sciabola e con l'arco. Possiamo incontrarla ad Avestrue, dov'è in attesa di trovare un'avventura degna della sua spada.
- Dranor

È un ladro più abile con la lingua che con la spada e fin troppo onesto rispetto ai suoi colleghi, anche se la sua apparente ingenuità è solo un trucco per i più sprovveduti. Esperto di seduzione, ha avuto una relazione con Salina, la regina dei saltimbanchi, cosa che lo ha coinvolto in una storia che il povero ragazzo è lungi dall'aver compreso.
- Forgrimm

È un valente guerriero nano, guardia del corpo del nostro amico Ardo. Lo incontriamo disilluso e ubriaco in una locanda di Ferdok: si sente in colpa per non aver portato a termine adeguatamente il suo dovere. Si unirà alla nostra causa per rimediare agli errori del suo passato.
- Gladys

Sfacciata, spiritosa e molto intraprendente, è la protetta di Ardo. La incontreremo nel quartiere dei carrettieri a Ferdok. Dotata di talento magico per quanto riguarda gli incantesimi di inganno e sotterfugio, è abile nei combattimenti con le armi da scherma e, soprattutto, nello scassinamento di serrature e nel furto.
- Gwendala

È una bella elfa dall'afflato mistico: la incontreremo nelle paludi di Moorbridge fatta prigioniera dalle radici di uno strano e malvagio albero,  e si unirà a noi se ci impegneremo per salvarla. È dotata di un grande talento per la magia, anche maggiore rispetto a quello usualmente diffuso tra gli elfi.
- Auralia

È un'anziana ed eccentrica alchimista che incontreremo prima ad Avestrue e poi di nuovo a Ferdok, intenta a gestire la sua bancarella. In un dato momento, dopo che avrà trovato un degno "sostituto", accetterà di unirsi al nostro gruppo.
- Ancoron

Ancoron è un elfo delle pianure con un solo obiettivo: vendicare la morte della sua famiglia. Quando il giocatore lo aiuterà a portare a termine la sua missione, si offrirà di unirsi al gruppo. È un guerriero tenace, allenatosi alla lotta nel corso di mille battaglie.
- Jost

È un mago di Andergast che ha deciso di completare gli studi esplorando il mondo reale e che ha scoperto, suo malgrado, che la faccenda può essere pericolosa per un mago solitario, per quanto sia grande la sua abilità. Sta soffrendo per un amore impossibile: lo incontreremo prigioniero nelle Montagne Insanguinate e se lo libereremo accetterà di unirsi al gruppo.
- Traldar

È un orgoglioso cavaliere che ha passato tutta la vita a governare il grande castello Grimtooth: quando questo viene assediato dagli orchi al comando di Noldrokon, il nostro provvidenziale intervento salverà la pelle al guerriero e farà sì che egli si offra di unirsi al nostro gruppo.
- Nasreddin

È un Tulamida: anche se si tratta di un uomo colto e raffinato, è soprattutto un grande guerriero mercenario, che ha già prestato servizio come guardia presso molte personalità importanti. Per una certa ricompensa in denaro, accetterà di combattere al nostro fianco.